# Бражники
Бражники (лат. Sphingidae) — семейство бабочек, преимущественно сумеречных и ночных. Отличаются способностью зависать в воздухе над цветком, добывая нектар с помощью длинного хоботка. Некоторые виды не питаются (афагия). Гусеницы большинства бражников имеют характерный «рог» на заднем конце тела.

## Название
Латинское название семейства произошло от особенности поведения гусениц у некоторых видов — будучи потревоженными, они приподнимают переднюю часть своего тела и замирают, становясь похожими на «сфинкса». Русское название связано с тем, что бражники, помимо нектара, могут также питаться забродившим соком фруктов или потёков на деревьях.

## Описание

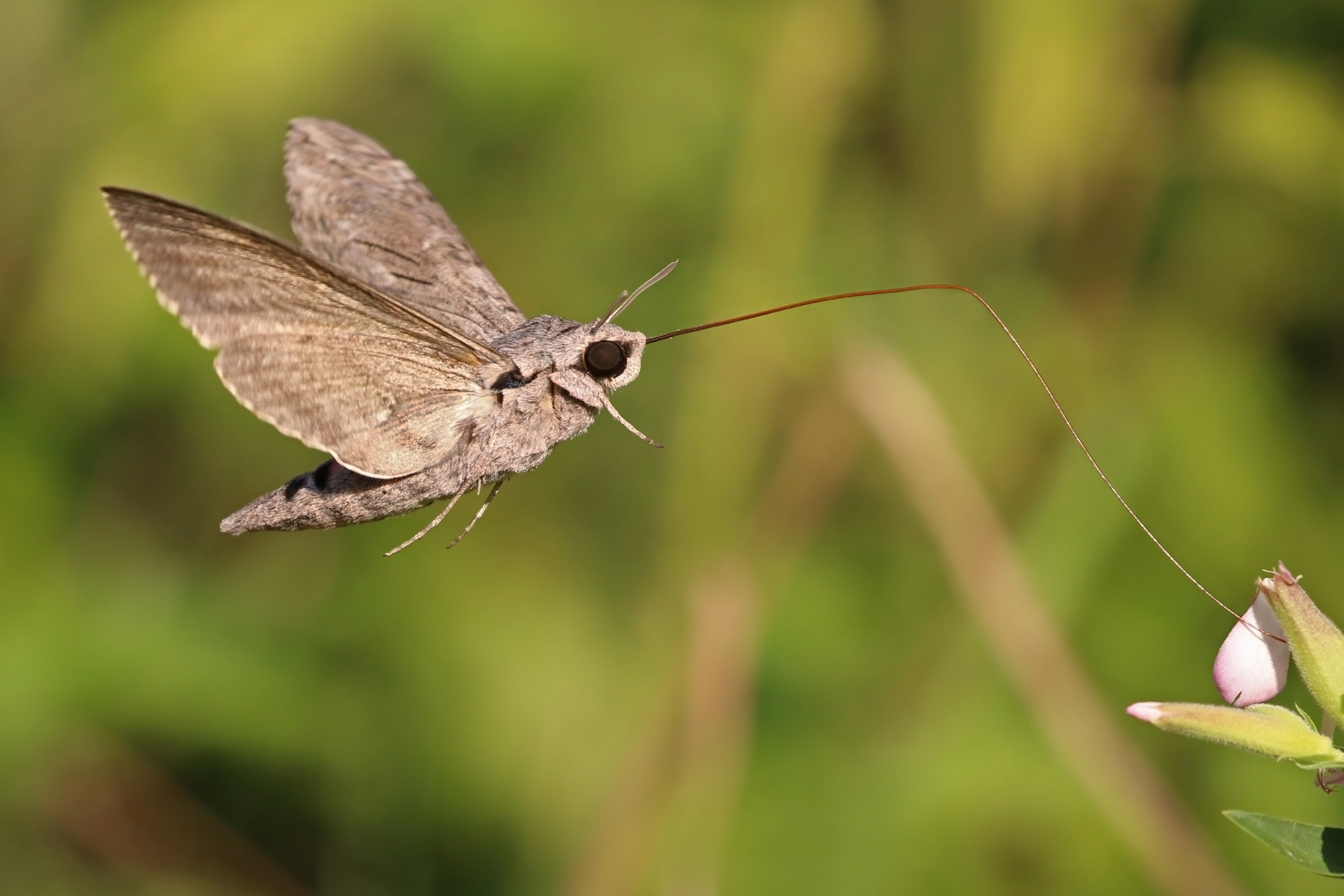
Вьюнковый бражник. Хорошо заметен длинный хоботок

Крупные или средней величины бабочки. Тело мощное, сигарообразное, часто конусовидно заострённое на конце. Крылья узкие, вытянутые. Размеры представителей группы колеблются в широких пределах. Размах крыльев представителей семейства составляет 30—200 мм; у большинства видов 80—100 мм. Усики длинные, веретеновидные, обычно с заострённой и крюковидно загнутой вершиной. Глаза круглые, голые, часто прикрыты сверху хохолком из удлинённых чешуек. Хоботок обычно очень длинный, превышает в несколько раз длину тела, реже короткий, иногда редуцирован. Самый длинный хоботок среди бражников (и всех насекомых) имеется у южноамериканского вида Amphimoea walkeri — его длина достигает 28 сантиметров, что в четыре раза длиннее остального тела. Хоботок у некоторых бражников редуцирован и они не питаются, живя за счет запасов питательных веществ, накопленных на стадии гусеницы. Губные щупики хорошо развитые, загнуты кверху, с внешней стороны густо покрыты чешуйками, с внутренней стороны обычно лишены чешуйчатого покрова. У бражников на последнем членике щупиков располагается глубоко залегающая ямка, в нижней части которой находятся чувствительные рецепторы в виде конусов. Её отверстие располагается на свободном конце щупика и окружено целым рядом чешуек.
Лапки несут несколько рядов коротких крепких шипиков. Брюшко покрыто прилегающими чешуйками, собранными на конце в виде кисточки или широкой щетки. Передние крылья более чем в два раза длиннее своей ширины, с приострённой вершиной. Их наружный край ровный или резной, с глубокими вырезками между жилками, сильно скошенный к заднему краю, иногда округлый. Задние крылья обычно в 1,5 раза длиннее своей ширины, заметно скошены к заднему краю, с неглубокой выемкой по наружному краю перед анальным углом. Зацепка обычно хорошо развита, иногда рудиментарна. Передние крылья бражников намного превышают по размеру крылья задние.

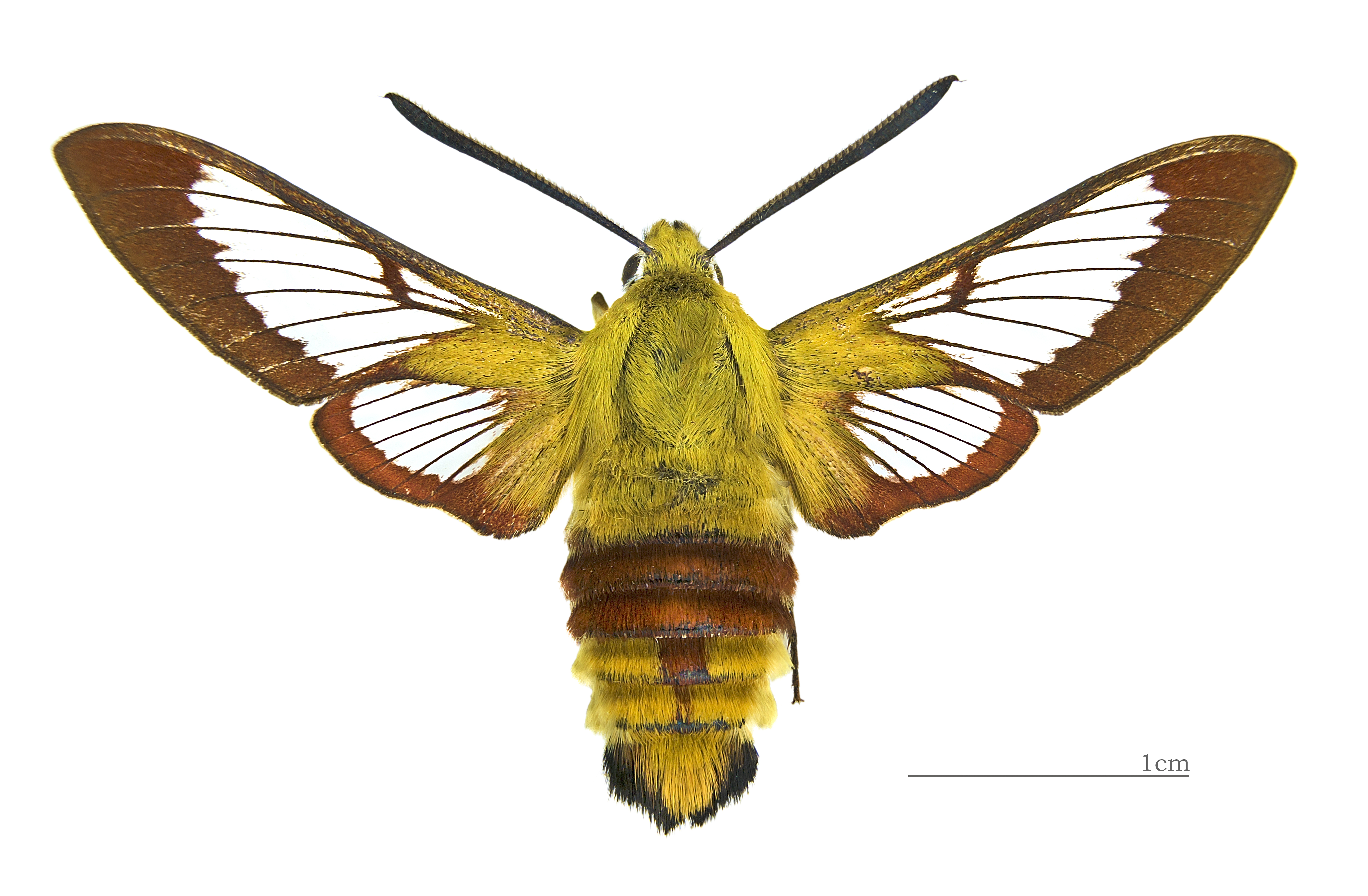
Шмелевидка жимолостная подражает шмелям

Некоторые бражники для защиты от хищников подражают своим внешним видом осам и шмелям, например, шмелевидка жимолостная, шмелевидка скабиозовая. Сходство достигается благодаря окраске, контурам тела и структуре крыльев — они почти лишены чешуек и прозрачные, задние крылья короче передних, а чешуйки на них сосредоточены на жилках. Причём когда шмелевидки выходят из куколок, вся поверхность их крыльев покрыта чешуйками (при этом крылья кажутся полупрозрачными), которые спадают при первых взмахах крыльев.

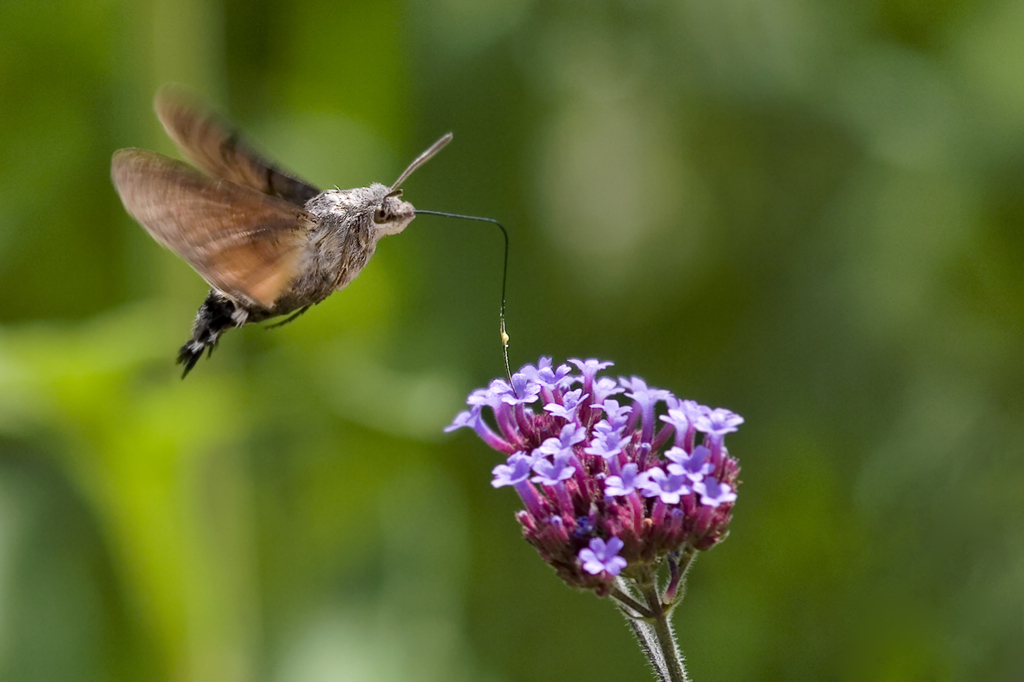
Языкан обыкновенный (Macroglossum stellatarum), зависший в воздухе возле цветка

Сумеречные и ночные бабочки, но некоторые виды — бражники-языканы (Macroglossum stellatarum) и шмелевидки (Hemaris) — летают только днём. Сфекодина хвостатая, или малый виноградный бражник (Sphecodina caudata), активна в утренние часы. В умеренной зоне большинство видов даёт одно поколение в год, реже — два-три поколения. Скорость полёта некоторых бражников достигает 15 м/с. Для бражников характерна такая форма полёта, как зависающий полёт (ховеринг), типичный для крупных насекомых, которые питаются нектаром, но из-за большой массы тела не могут садиться на цветок. Мадагаскарская орхидея ангрекум полуторафутовый с очень глубокой цветочной чашечкой опыляется единственным эндемичным видом бражников Xanthopan morgani praedicta, имеющим хоботок длиной 225 мм.

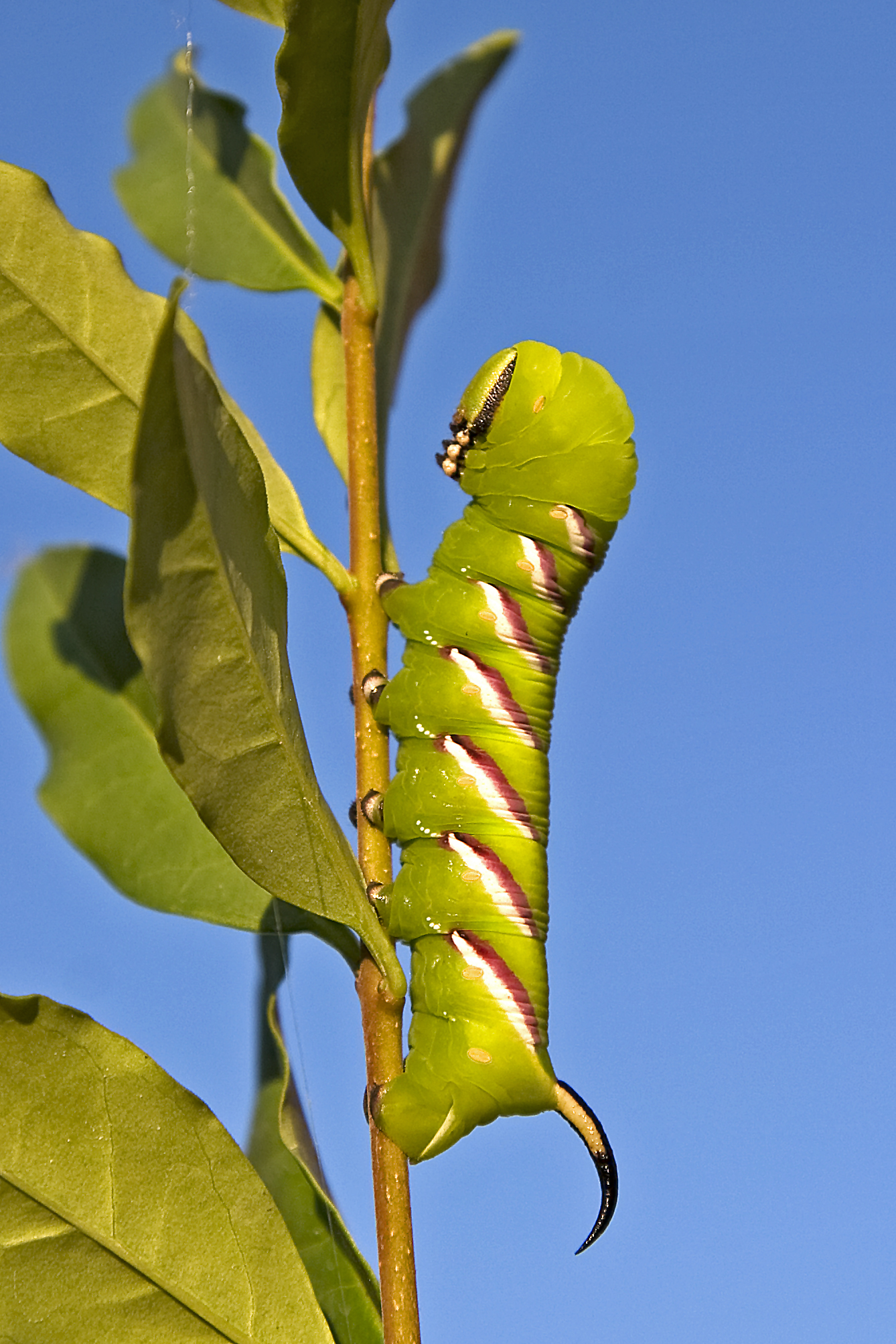
Гусеница сиреневого бражника

Гусеницы довольно крупные, с пятью парами ложноножек. Окраска достаточно яркая, с косыми полосками и пятнами в виде глаз. Имеются характерные косые полосы, каждая из которых пересекает по два сегмента. У гусениц продольная ось головы расположена более или менее перпендикулярно к оси тела, ротовые органы направлены вниз. Гусеницы развиваются преимущественно на древесных и кустарниковых породах, значительно реже — на травянистых растениях, отличаются узкой пищевой избирательностью и чаще всего способны питаться только на одном или нескольких близкородственных видах растений; многоядные виды среди бражников встречаются редко. Отдельные виды известны как второстепенные вредители сельского и лесного хозяйства. В лесах незначительно повреждают различные хвойные и широколиственные породы, в садах — плодовые и косточковые культуры. На заднем конце тела гусеницы почти всегда имеется характерный плотный нарост — «рог». Гусеницы проявляют активность в сумеречное и ночное время суток. Гусеницы Amorpha juglandis для отпугивания хищников в случае нападения издают свист, выпуская воздух через пару дыхалец на восьмом сегменте брюшка. Эти звуковые сигналы варьируются — начиная от звуков, различимых человеком, и до ультразвука. Они могут состоять из 1—8 звуков, различных по своему спектру: от простого монотонного сигнала до сложной звуковой композиции с пиками на частотах 9, 15 и 22 кГц. Гусеницы некоторых видов, например Hemeroplanes triptolemus, своей окраской имитируют змею. При этом гусеница одновременно расширяют сегменты брюшка и груди, образуя форму головы змеи, что усиливает сходство.
Окукливается большинство бражников на земле, в верхнем слое почвы. При проникновении в почву гусеницы скрепляют шелковинной нитью вокруг себя отдельные кусочки земли и песчинки, сооружая своеобразную куколочную «колыбельку». Куколка отличается тем, что на заднем конце у неё имеется возвышение в виде рога, которого лишены только немногие виды.

## Ареал
Все представители семейства — теплолюбивые насекомые, но многие виды являются активными мигрантами и залетают на территории, лежащие значительно севернее мест их размножения. Они способны перелетать через моря и горные хребты (высотой более 3500 м н.у.м.). Например, мёртвая голова (Acherontia atropos), олеандровый бражник совершают ежегодные миграции из южных регионов — Турции, Северной Африки — в Центральную и Восточную Европу, где они оставляют потомство, в большинстве случаев погибающее зимой. Новое поколение снова мигрирует весной в эти регионы с юга. Передвижения данных видов в умеренные широты скорее можно считать рассеивающим, чем миграционным. Наиболее разнообразны в тропических регионах.

## Классификация

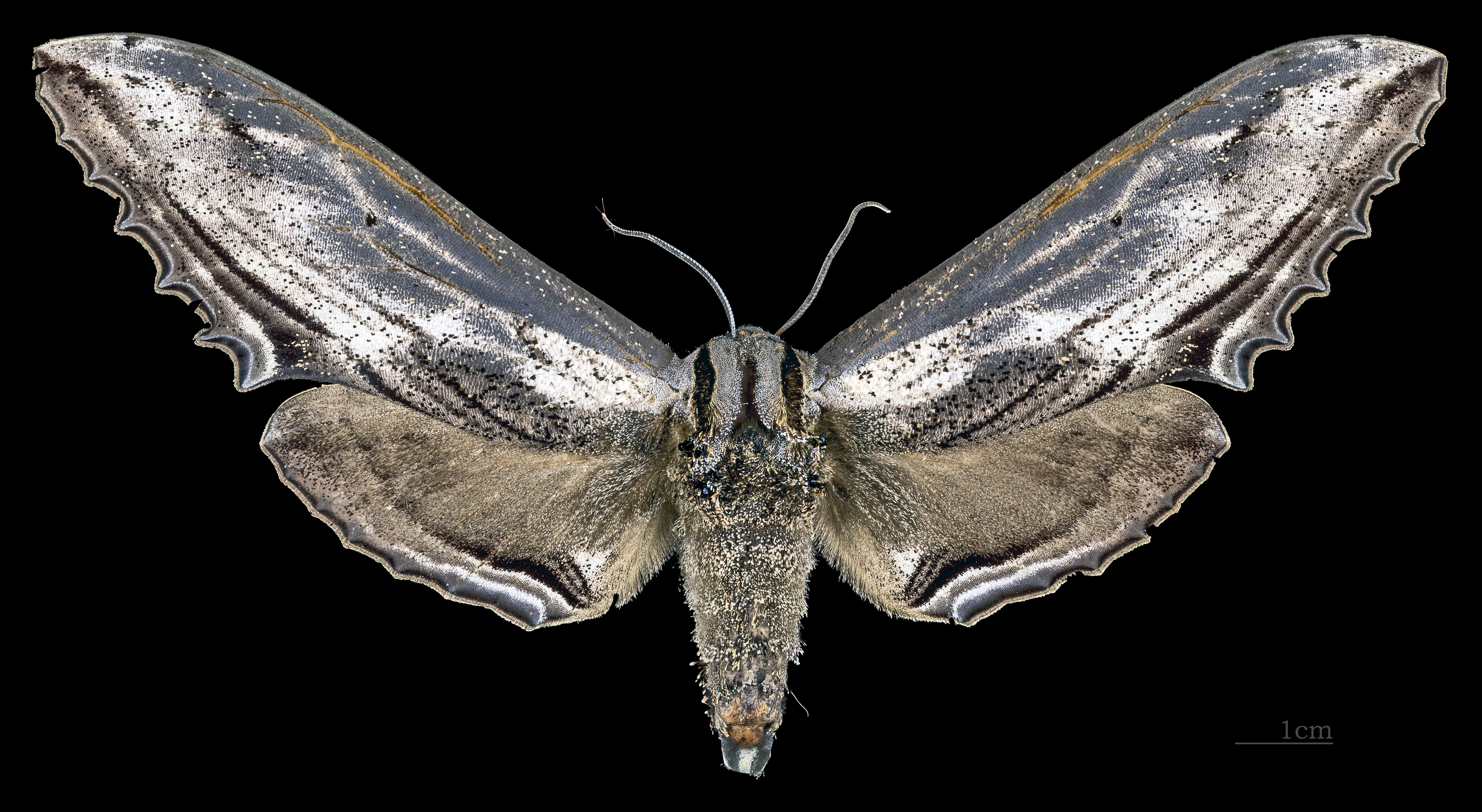
Langia zenzeroides

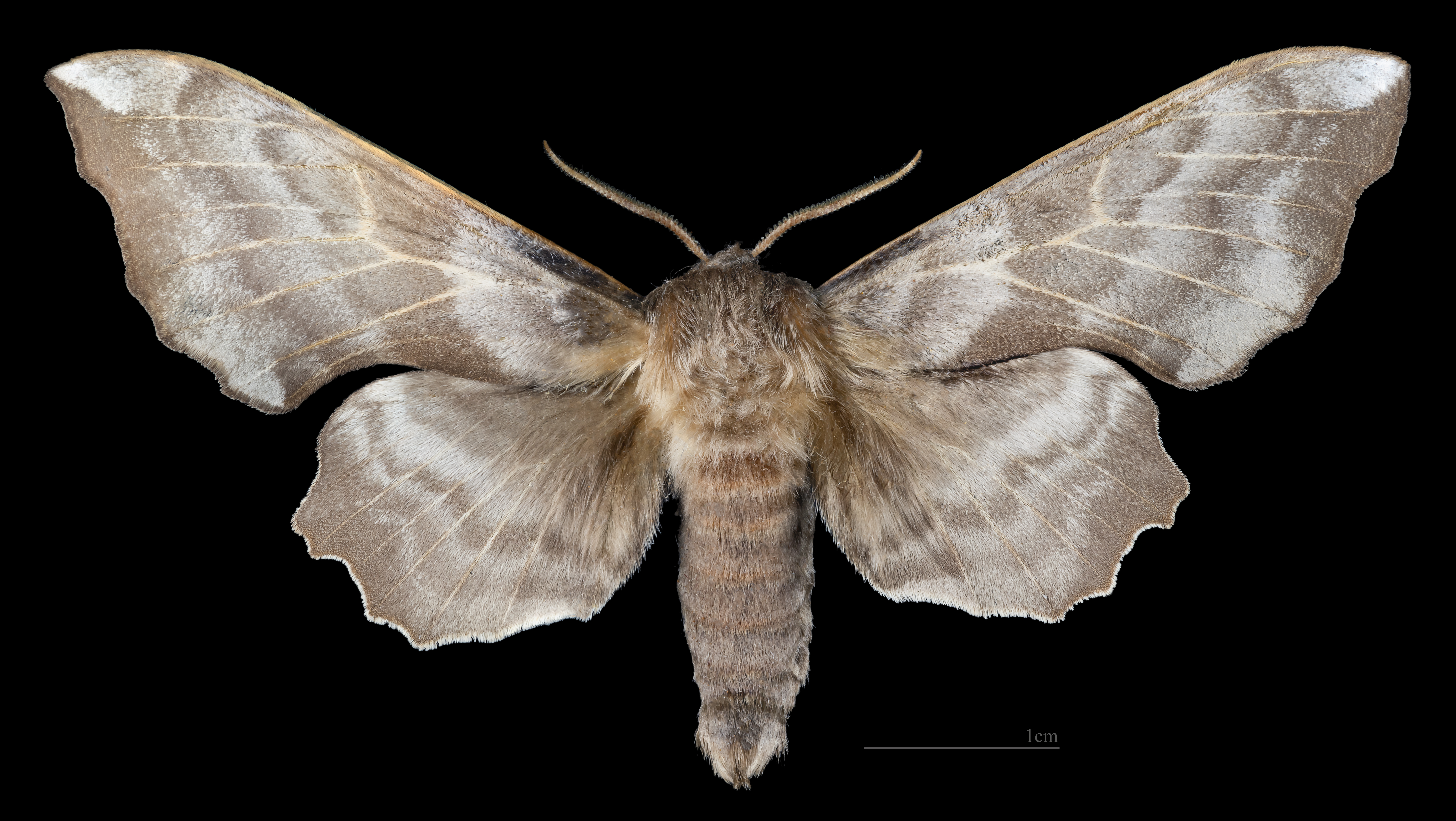
Бражник амурский

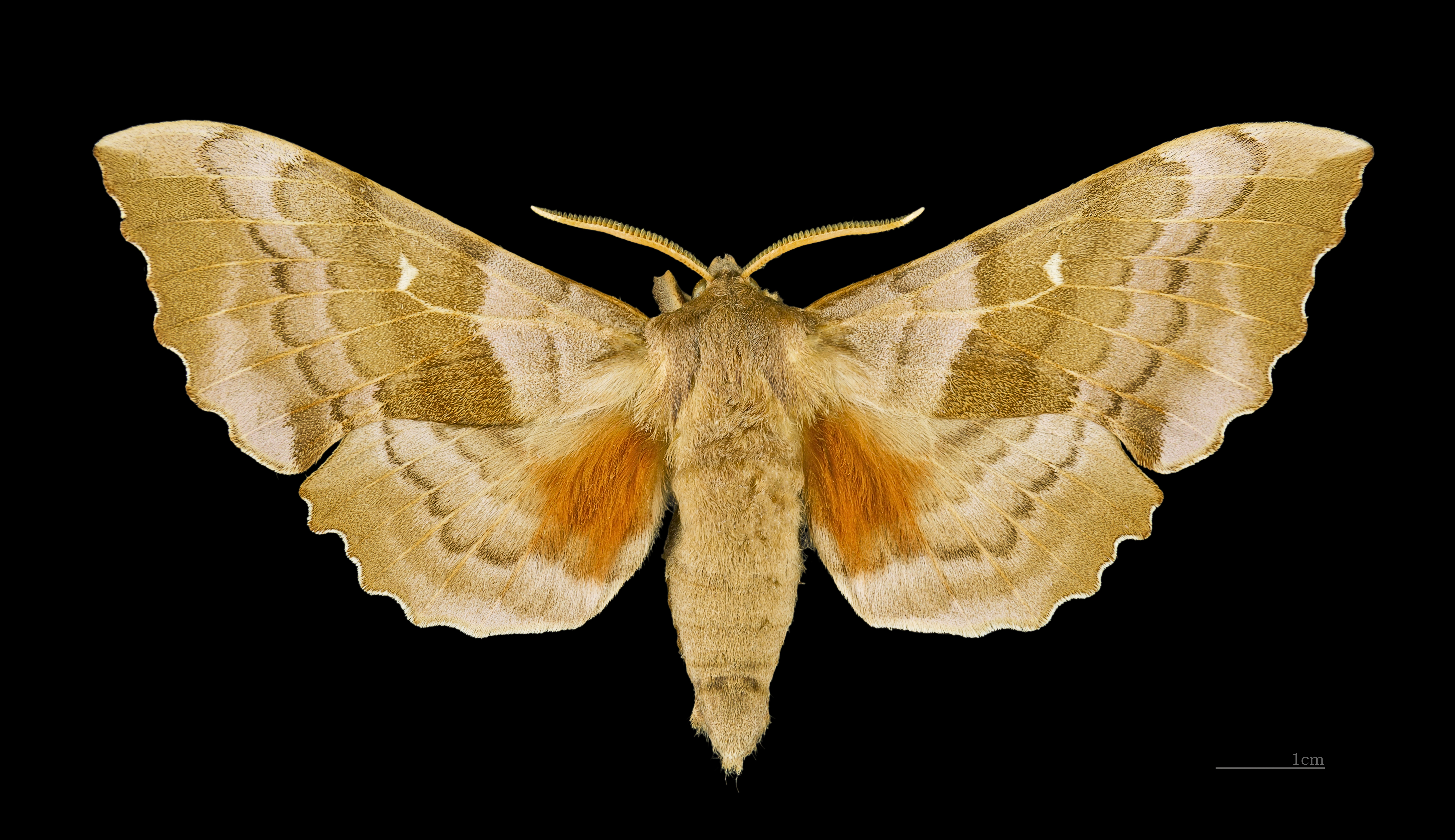
Бражник тополёвый

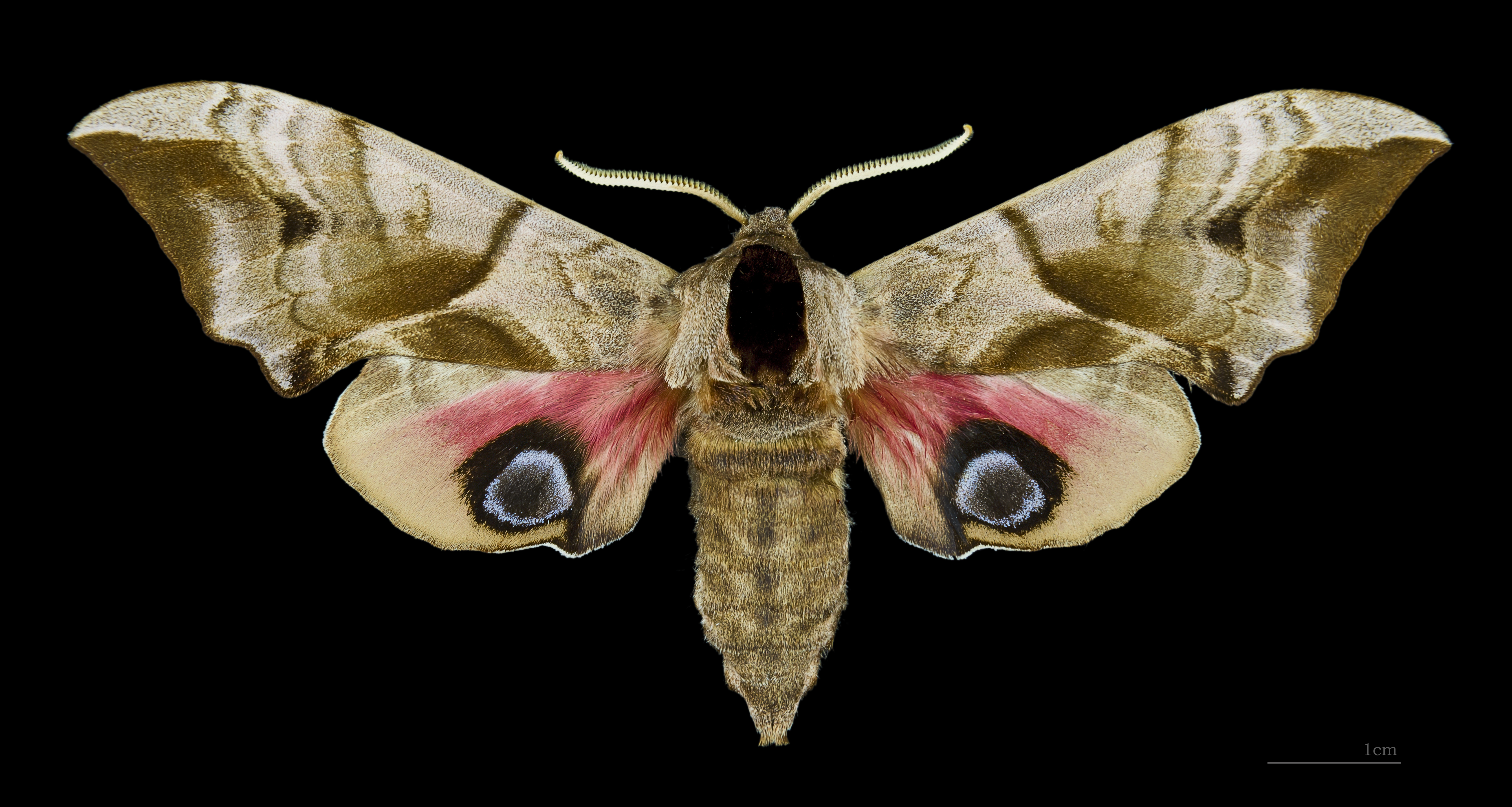
Бражник глазчатый

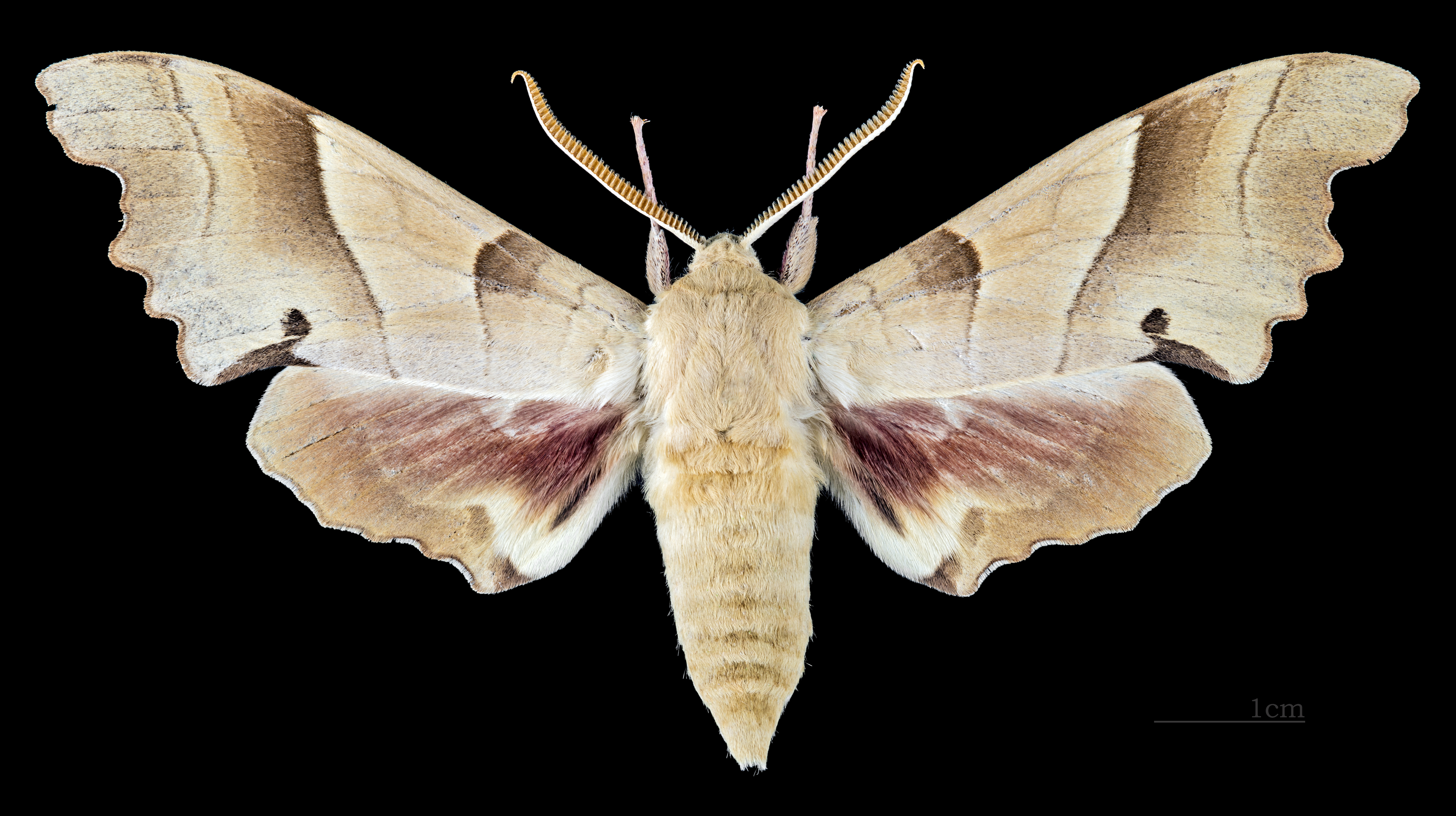
Бражник дубовый

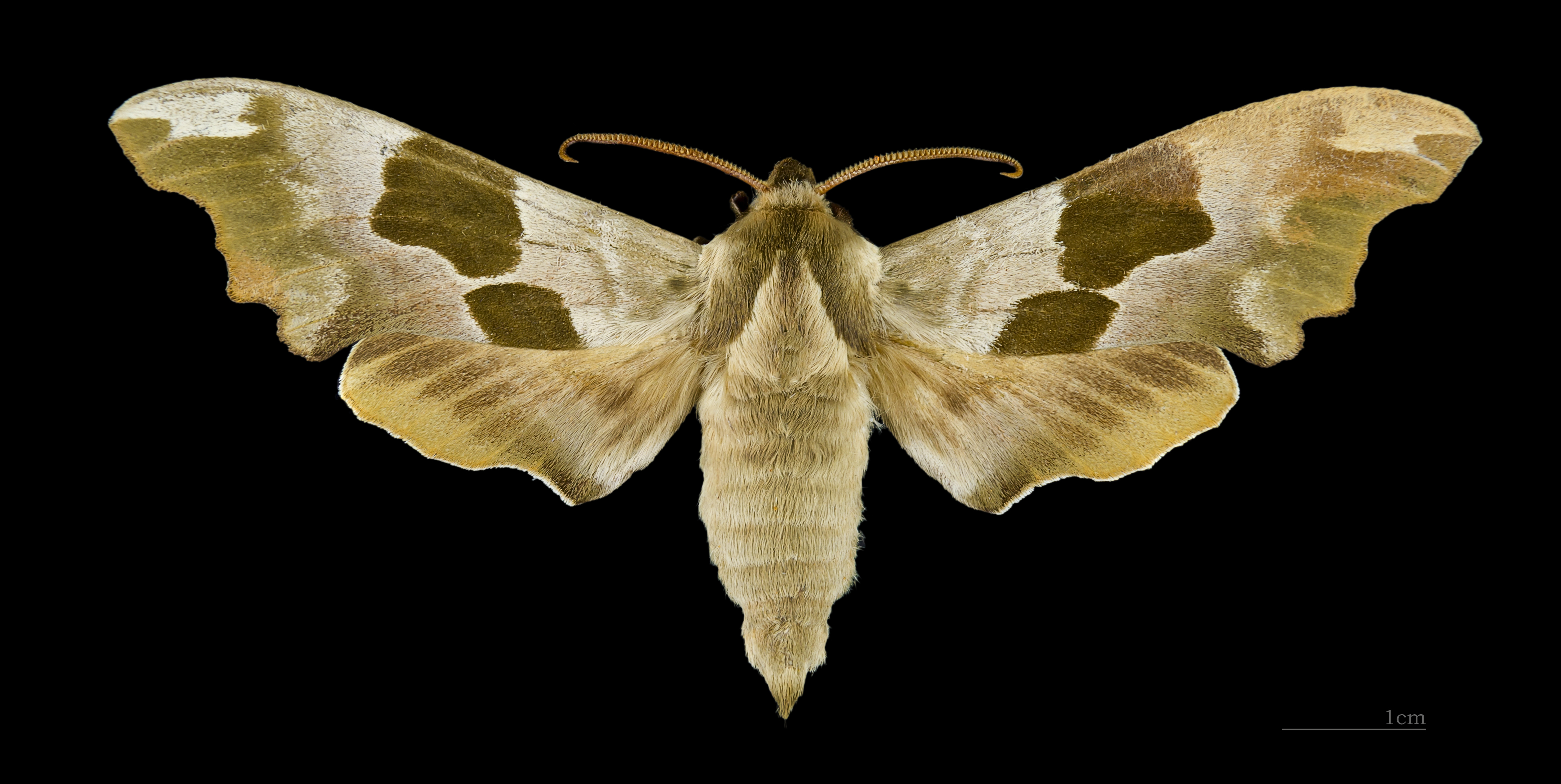
Бражник липовый

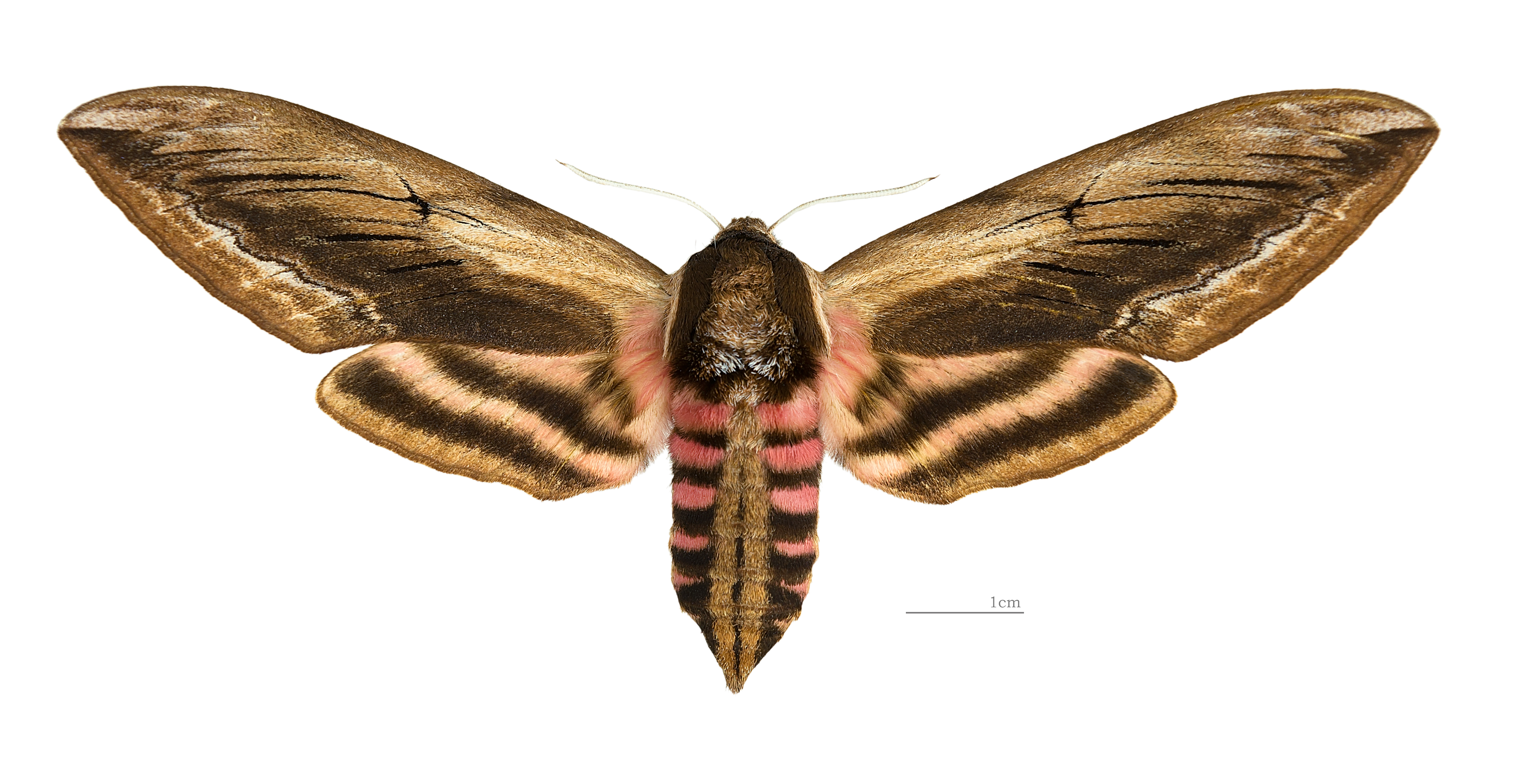
Бражник сиреневый

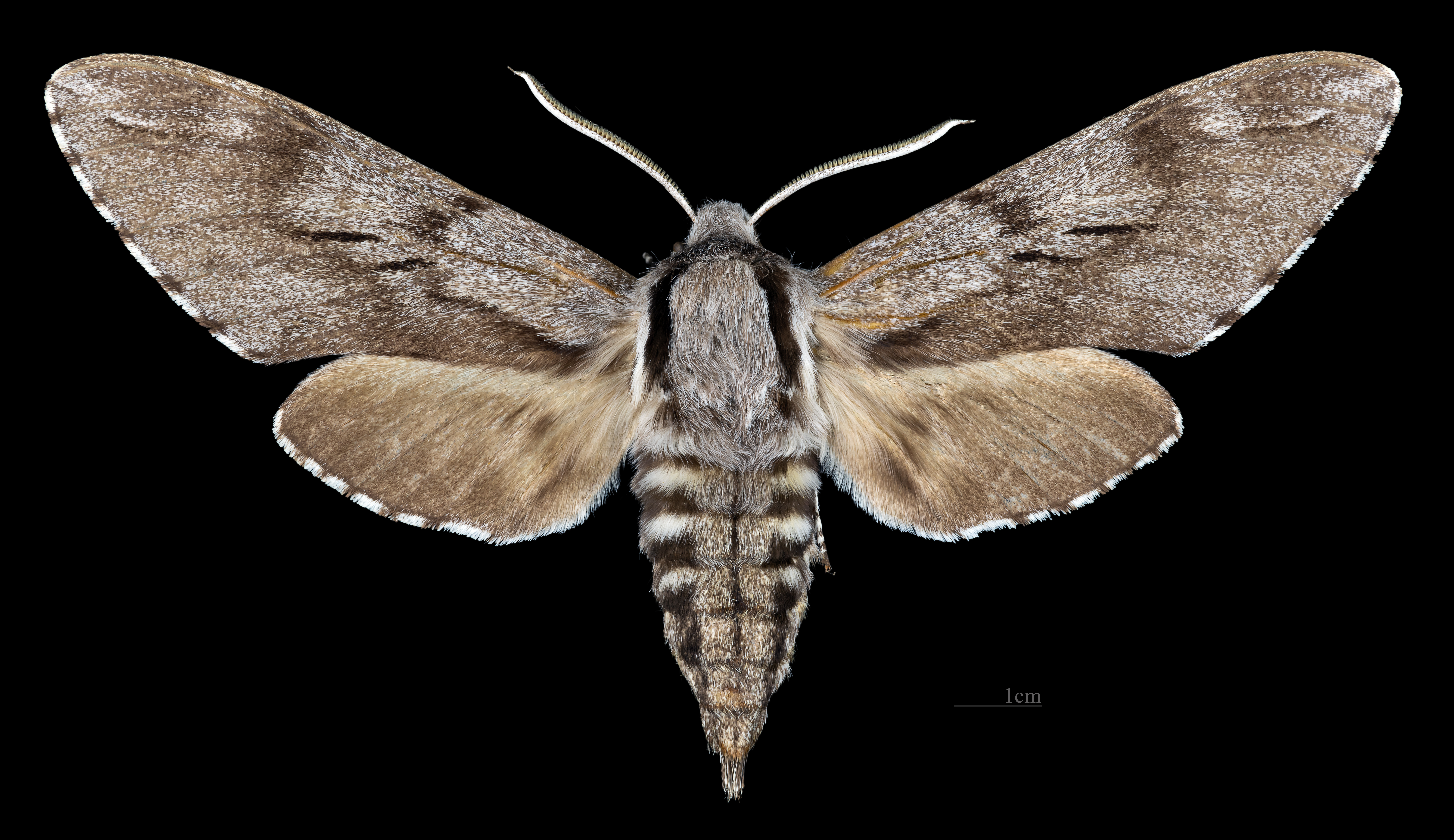
Бражник сосновый

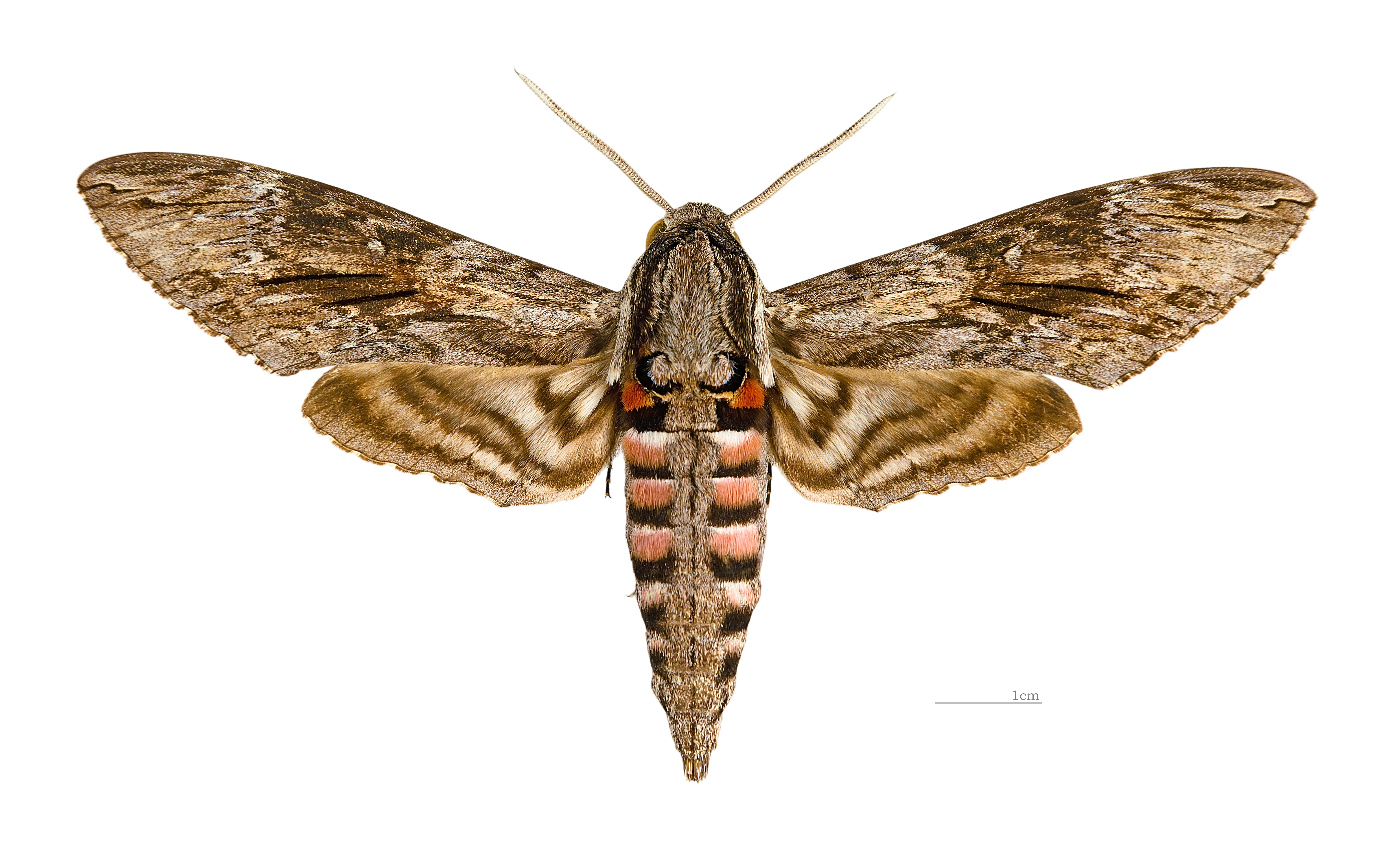
Бражник вьюнковый

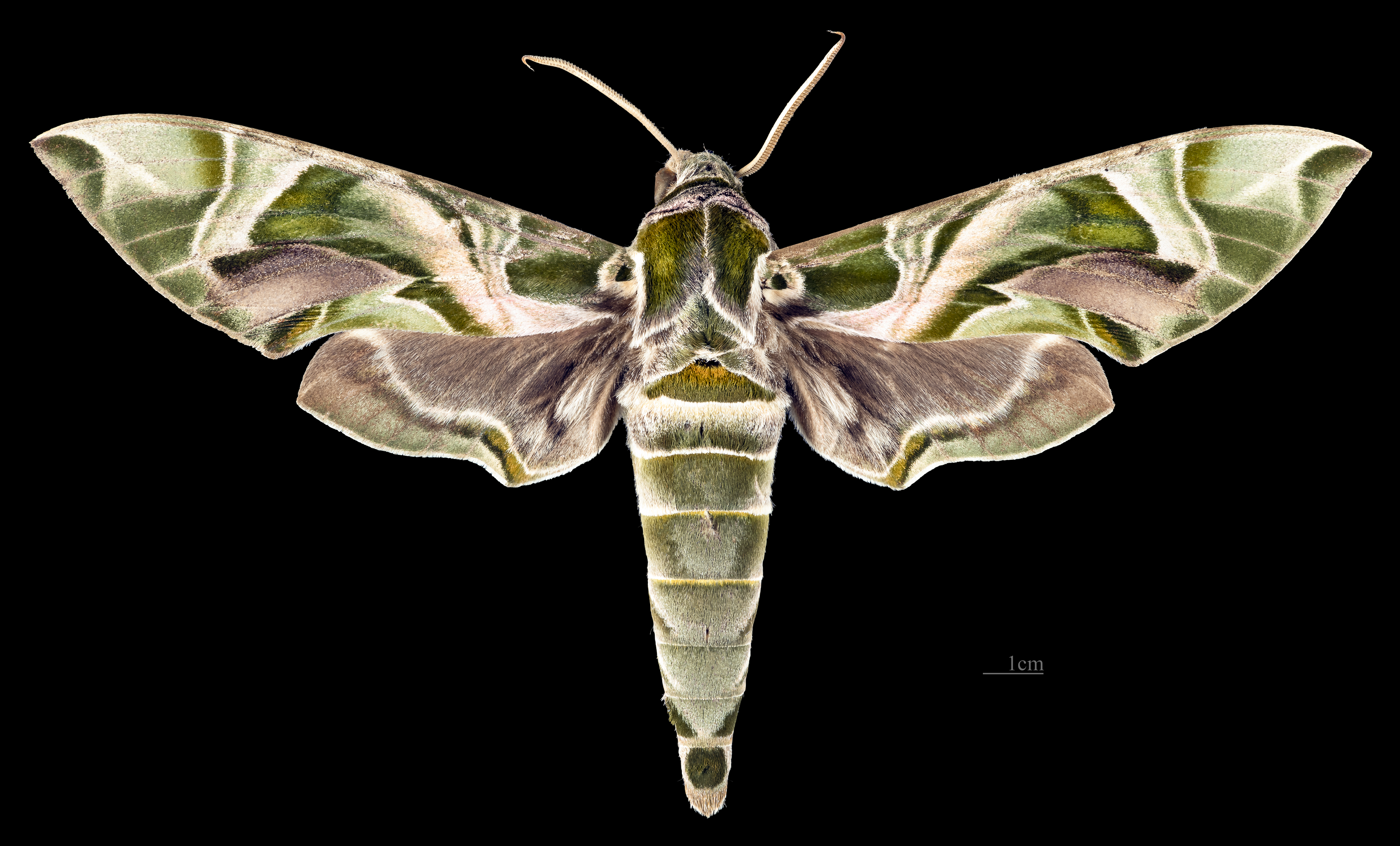
Бражник олеандровый

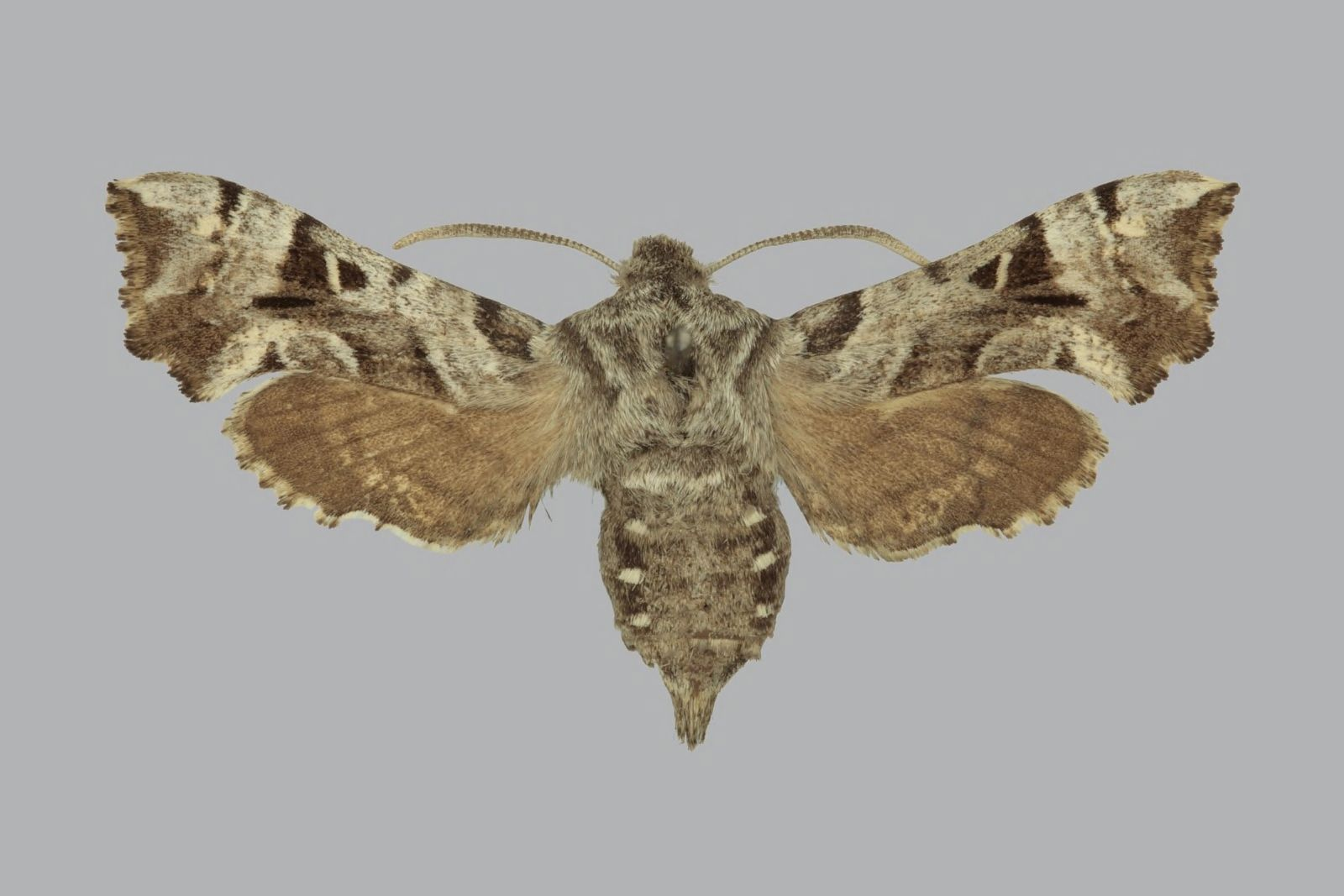
Бражник карликовый

В мире известно около 1450 видов из 206 родов. В семействе выделяют следующие подсемейства:

### ПодсемействоSmerinthinae
- Бражники тополёвые Laothoe Fabricius, 1807
  - Бражник амурский Laothoe amurensis (Staudinger, 1892)
  - Бражник тополёвый Laothoe populi (Linnaeus, 1758)
- Бражники глазчатые Smerinthus Latreille, 1802
  - Бражник глазчатый Smerinthus ocellata (Linnaeus, 1758)
  - Бражник глазчатый восточный Smerinthus planus (Walker, 1856)
  - Бражник слепой Smerinthus caecus (Menetries, 1857)
- Бражники-марумбы Marumba Moore, 1882
  - Бражник дубовый Marumba quercus (Denis & Schiffermüller, 1775)
  - Бражник дальневосточный дубовый Marumba sperchius (Ménétriés, 1857)
  - Бражник Гашкевича Marumba gaschkewitschii (Bremer & Grey, 1852)
  - Бражник Янковского Marumba jankowskii (Oberthür, 1880)
  - Бражник Маака Marumba maackii (Bremer, 1861)
- Бражники ореховые Phyllosphingia Swinhoe, 1897
  - Бражник ореховый Phyllosphingia dissimilis (Bremer, 1861)
- Бражники липовые Mimas Hübner, 1819
  - Бражник липовый Mimas tiliae (Linnaeus, 1758)
  - Бражник Христофа Mimas christophi (Staudinger, 1887)
- Каламбуликсы Callambulyx Rothschild & Jordan, 1903
  - Бражник Татаринова Callambulyx tatarinovii (Bremer et Grey, 1852)
  - Callambulyx poecilus (Rothschild, 1898)
- Kentrochrysalis Staudinger, 1887
  - Бражник Штрекера Kentrochrysalis streckeri (Staudinger, 1880)
- Долбины Dolbina Staudinger, 1887
  - Долбина элегантная Dolbina elegans (A. Bang-Haas, 1912)
  - Бражник Танкре Dolbina tancrei (Staudinger, 1887)
  - Долбина точная Dolbina exacta (Staudinger, 1892)
- Акбесии Akbesia Rothschild & Jordan, 1903
  - Акбесия Давида Akbesia davidi (Oberthür, 1884)
- Кланисы Clanis Hübner, 1819
  - Кланис волнистый Clanis undulosa (Moore, 1879)
  - Кланис Шварца Clanis schwartzi (Cadio, 1993)

### ПодсемействоСфинксовые(Sphinginae)
- Сфинксы Sphinx Linnaeus, 1758
  - Бражник сиреневый Sphinx ligustri  (Linnaeus, 1758)
  - Бражник сосновый Sphinx pinastri  (Linnaeus, 1758)
  - Бражник лиственничный Sphinx morio  (Rothschild & Jordan, 1903)
- Notonagemia Zolotuhin et Ryabov, 2012
  - Бражник магнолиевый Notonagemia scribae  (Austaut, 1911)
- Бражники вьюнковые Agrius Hübner, 1819
  - Бражник вьюнковый Agrius convolvuli  (Linnaeus, 1758)
- Мёртвые головы Acherontia Laspeyres, 1809
  - Мёртвая голова, или Адамова голова Acherontia atropos (Linnaeus, 1758)
  - Acherontia lachesis (Fabricius, 1798)
  - Acherontia styx (Westwood, 1847)
- Apocalypsis Rothschild & Jordan, 1903

### ПодсемействоДлинноязычные(Macroglossinae)
- Шмелевидки (Hemaris) Dalman, 1816
  - Шмелевидка жимолостная Hemaris fuciformis (Linnaeus, 1758)
  - Шмелевидка скабиозовая Hemaris tityus (Linnaeus, 1758)
  - Hemaris thysbe (Fabricius, 1775)
  - Шмелевидка кроатская, или хорватская Hemaris croatica (Esper, 1800)
- Сфекодины Sphecodina Blanchard, 1840
  - Сфекодина хвостатая, или малый виноградный бражник Sphecodina caudata (Bremer et Grey, 1852/53)
- Прозерпины Proserpinus Hübner, 1819
  - Бражник зубокрылый, или Бражник олеандровый малый Proserpinus proserpina (Pallas, 1772)
- Карликовые бражники Sphingonaepiopsis Wallengren, 1858
  - Бражник карликовый, или горгон Sphingonaepiopsis gorgoniades (Hübner, 1819)
- Ретеры Rethera Rothschild & Jordan, 1903
  - Бражник Комарова Rethera komarovi  (Christoph, 1885)
- Ампелофаги Ampelophaga Bremer et Grey, 1853
  - Большой виноградный бражник Ampelophaga rubiginosa (Bremer et Grey, 1853)
- Дафнисы Daphnis Hübner, 1819
  - Бражник олеандровый, Олеандровый бражник Daphnis nerii  (Linnaeus, 1758)
- Кларины Clarina Tutt, 1903
  - Кларина Кочи Clarina kotschyi (Kollar, 1849)
- Акосмериксы Acosmeryx Boisduval, 1875
  - Бражник кобра Acosmeryx naga (Moore, 1857)
- Языканы Macroglossum Scopoli, 1777
  - Языкан обыкновенный, или хоботник обыкновенный Macroglossum stellatarum (Linnaeus, 1758)
  - Языкан пламенный, или хоботник пламенный Macroglossum pyrrhostictum Butler, 1875
  - Языкан сага, или хоботник сага Macroglossum saga Butler, 1878
  - Языкан Macroglossum gyrans (Walker, 1856)
- Хилесы Hyles Hübner, 1819
  - Бражник молочайный, Молочайный бражник Hyles euphorbiae  (Linnaeus, 1758)
  - Бражник подмаренниковый Hyles gallii (Rottemburg, 1775)
  - Бражник ливорнский, Ливорнский бражник Hyles livornica (Esper, 1780)
  - Бражник-нетопырь Hyles vespertilio  (Esper, 1780)
  - Бражник облепиховый Hyles hippophaes (Esper, 1789)
  - Бражник южный молочайный Hyles nicaea (von Prunner, 1798)
- Дейлефилы Deilephila Laspeyres, 1809
  - Бражник винный, Бражник средний винный Deilephila elpenor (Linnaeus, 1758)
  - Бражник малый розовый, Бражник малый винный Deilephila porcellus  (Linnaeus, 1758)
- Хиппотионы Hippotion Hübner, 1819
  - Большой винный бражник Hippotion celerio (Linnaeus, 1758)
- Теретры Theretra Hübner, 1819
  - Теретра клото Theretra clotho (Drury, 1773)
  - Бражник Алекто Theretra alecto (Linnaeus, 1758)
- Евхлороны Euchloron Boisduval, 1875
  - Бражник Мегера Euchloron megaera (Linnaeus, 1758)
- Рагастисы Rhagastis Rothschild et Jordan, 1903
  - Бражник монгольский Rhagastis mongoliana (Butler, [1876])